# José Rubén Lofiego
José Rubén Lofiego o Lo Fiego (Rosario, Argentina, 9 de mayo de 1949-Ezeiza, provincia de Buenos Aires, Argentina, 7 de julio de 2021) alias "el ciego" y "Doctor Mortensen"; frecuentemente nombrado como "el Ciego Lofiego" y "Mengele" fue un policía de la Provincia de Santa Fe, condenado en más de una oportunidad por delitos de lesa humanidad cometidos durante el terrorismo de Estado desatado en la última dictadura cívico-militar argentina (1976-1983). Fue uno de los principales torturadores del SI de la UR II de Policía de Rosario  junto al comandante de Gendarmería Argentina Agustín Feced.

## Vida, crímenes y condena
Lofiego cursó sus estudios primarios y medios en el tradicional Colegio Sagrado Corazón. Su padre era militante de la Unión Cívica Radical Intransigente y él, en 1966, hizo lo imposible por hablar con Ernesto Sabato cuando visitó Rosario.
El 31 de enero de 1972 ingresó como suboficial subayudante al Comando Radioeléctrico. Luego pasó por la comisaría 17°, seguridad personal y en abril de 1976, ya como oficial auxiliar, comenzó a formar parte del numerario del Servicio de Informaciones.
Tres de sus excompañeros del Sagrado Corazón fueron perseguidos: Ernesto Víctor Enrique Traverso (secuestrado en 1977 y cuyos restos fueron identificados por el EAAF Equipo Argentino de Antropología Forense en febrero de 2019), Fernando Alberto Belizán (fusilado en Tucumán en 1976) y Francisco José Iturraspe (exiliado en los 70 a Venezuela y residente ahora en Argentina). Era muy católico, muy torturado. Era un inútil con el cuerpo. Lo volvían loco. Eso si, tenía una memoria increíble, recordó uno de sus excompañeros durante los doce años del Sagrado. También contó que uno de los primos de Lo Fiego que cayó preso fue sometido a distintas sesiones de picana por el mismísimo Mengele. Seguís siendo el mismo boludo de siempre, le decía Miguel, al torturado su primo, el mayor torturador del Servicio de Informaciones.
Detenido en 1984 por secuestro, tortura y desaparición de personas, fue desprocesado en 1987 por la ley de obediencia debida, del alfonsinismo.
Mientras tanto, la Policía de Santa Fe lo ascendió hasta el cargo de comisario principal. 
Solo el 10 de diciembre de 1998, el entonces comisario principal José Rubén Lo Fiego, fue puesto a disponibilidad por la resolución 879 del gobierno provincial. Imputado de 68 delitos de lesa humanidad y principal torturador del Servicio de Informaciones de la Unidad Regional II.

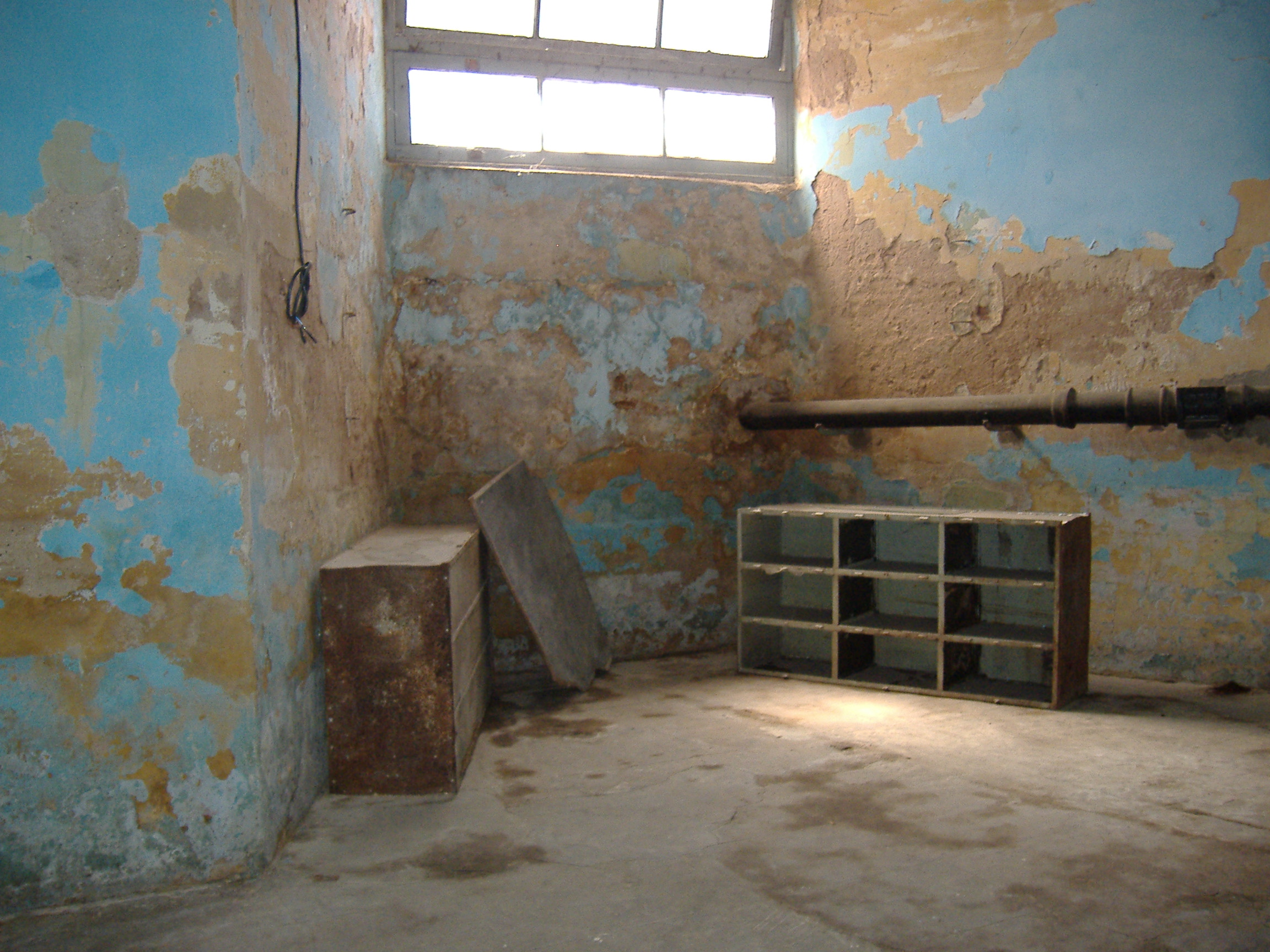
El lugar donde desarrollaba mayoritariamente Feced su actividad delictiva es hoy un "Centro Popular de la Memoria"

Lo Fiego está acusado dentro de la megacausa "Díaz Bessone" (ex "Feced") en la que se juzga por cometer delitos de lesa humanidad durante la última dictadura militar al extitular del Comando del Segundo Cuerpo de Ejército, Ramón Díaz Bessone. Los otros acusados son Mario Alfredo Marcotte, Ramón Rito Vergara, José Carlos Antonio Scortechini y Ricardo Miguel Chomicky.
Fueron acusados de formar parte del grupo de tareas represivo que comandó el fallecido exjefe de la Policía de Rosario Agustín Feced. Los delitos que se les achacan son privación ilegal de la libertad, homicidio calificado, amenazas, tormentos y asociación ilícita calificada. La "megacausa" tiene 87 víctimas y más de 160 testigos. En diciembre de 2018 Lofiego, Marcote y la mayoría de los acusados en las causas Feced I y II fueron condenados a cadena perpetua y sus recursos ante la Cámara de Casación fueron rechazados, confirmando así las sentencias.

## Fallecimiento
Con un pedido de prisión domiciliaria que no reunía las condiciones para efectivizarse, Lo Fiego arrastraba problemas de salud y murió a los 72 años en el penal de Ezeiza el 7 de julio de 2021, minutos antes de las 20. Sus restos fueron cremados.